# Associação dos Comités Olímpicos de Língua Oficial Portuguesa
A Associação dos Comités Olímpicos de Língua Oficial Portuguesa (português europeu) ou Associação dos Comitês Olímpicos de Língua Oficial Portuguesa (português brasileiro) (ACOLOP) é uma organização desportiva não governamental. Foi criada em Lisboa a 8 de junho de 2004, com o objetivo de integrar os países e regiões de língua portuguesa pelo desporto. É reconhecida oficialmente pelo Comité Olímpico Internacional (COI). Foi fundada pelos Comités Olímpicos Nacionais de Angola, Brasil, Cabo Verde, Timor-Leste, Guiné-Bissau, Macau (República Popular da China), Moçambique, Portugal. Mais tarde, Guiné Equatorial, a Índia (a Associação Olímpica de Goa) e Seri Lanca foram admitidos como membros associados com base nas suas relações históricas com Portugal.
Os países de língua oficial portuguesa se encontram distribuídos por quatro continentes, alcançando um total de 250 milhões de habitantes. O português ocupa o quarto lugar entre as línguas mais faladas do mundo. O propósito da associação é reforçar os laços do mundo lusófono, assim como a promoção da unidade e cooperação através do desporto, concretizando uma aspiração comum das diferentes comunidades que falam português. O lema da ACOLOP é "Unidos pelo desporto / Unidos pelo esporte".

## Membros

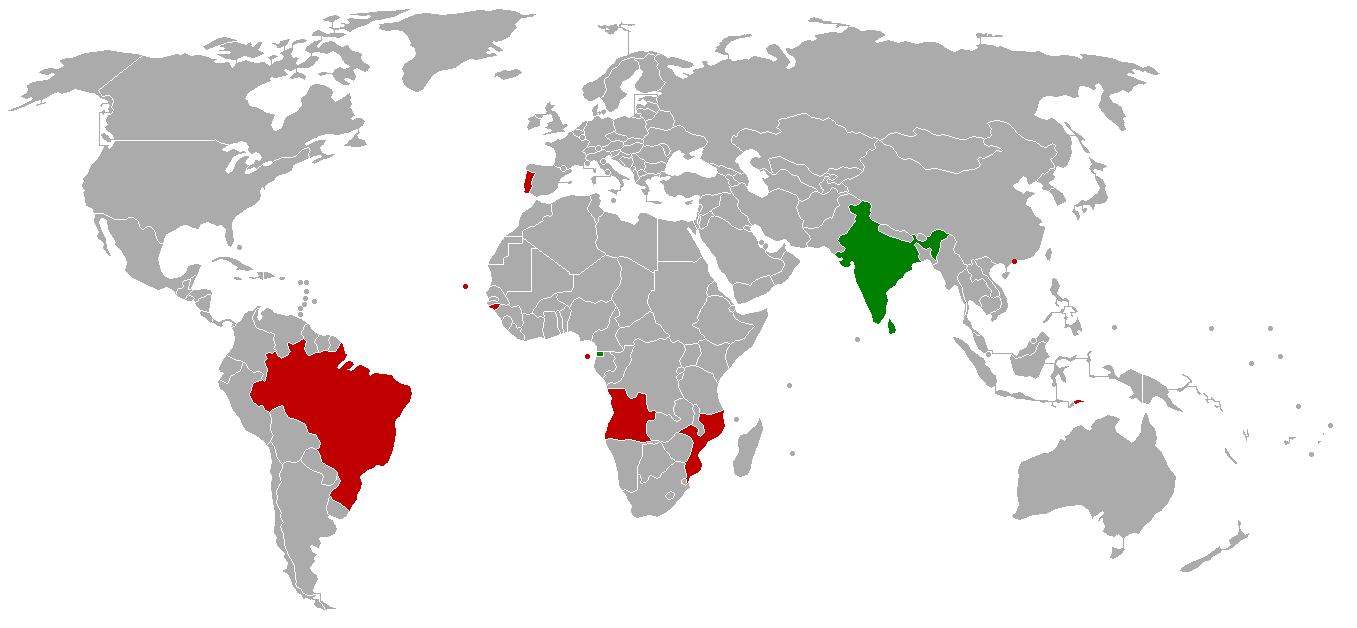
Países fundadores (em vermelho) e associados (em verde) da ACOLOP.

Membros efectivos
- Angola
- Brasil
- Cabo Verde
- Guiné-Bissau
- Macau ( China)
- Moçambique
- Portugal
- São Tomé e Príncipe
- Timor-Leste

Membros associados
- Guiné Equatorial
- Índia
- Seri Lanca

## Objetivos e projetos
Os objetivos que guiam esta organização são:
- Difundir os Ideais Olímpicos entre os seus membros.
- Reforçar a cooperação entre os associados, seguindo os princípios da igualdade, respeito mútuo e convergência de interesses.
- Encorajar a colaboração para a definição de objetivos próprios e para a defesa de interesses comuns.
- Realizar ações de formação de quadros desportivos e estágios de preparação de atletas.
- Desenvolver o Programa de Solidariedade Olímpica, com o apoio do Comité Olímpico Internacional.
- Promover a colaboração ao nível das chefias de missão dos Jogos Olímpicos.
- Apresentar candidaturas conjuntas a cargos na estrutura do Movimento Olímpico Internacional.
- Plataforma dos jogos da ACOLOP (Jogos da Lusofonia).

Na 8ª Assembleia-Geral, em Macau (2 de Fevereiro de 2007), o presidente Manuel Silvério mostrou a intenção de fazer campanha para a elevação da língua portuguesa, deixando-a presente no seio do Comité Olímpico Internacional, assim como na Associação dos Comités Olímpicos Africanos (ACONA). Na agenda está também a criação da “Academia Olímpica Lusófona”, a instituição de um “Dia Internacional da Lusofonia”, da promoção de um torneio anual de futebol e também de uma gala anual de prémios desportivos lusófonos e a criação da medalha de mérito desportivo lusófono.
Em 8 de Junho de 2007, precisamente três anos após a criação do ACOLOP, o portal oficial novo da organização foi lançado. Seus servidores estão situados em Macau, nas matrizes da organização. Este portal novo tem a finalidade de fortalecer a comunicação entre o mundo lusófono e a ACOLOP. Servirá também como uma plataforma indicar toda a notícia e atividades a respeito de todas as associações do membro, especialmente aquelas que não têm um portal.

## Jogos da Lusofonia
Para que seja efetiva a promoção das relações entre os países e regiões que compõem a Associação, a ACOLOP resolveu organizar os Jogos da Lusofonia, cuja primeira edição ocorreu em Macau, em Outubro de 2006. Com os Jogos pretende-se dar coragem ao desenvolvimento do desporto, mostrando ainda as diferentes culturas que pertencem ao espaço lusófono. 
A segunda edição foi no ano de 2009 em Portugal. A terceira edição foi realizado em Goa, Índia em 2013. Desde o ano de 2017, têm havido entraves para realização da próxima edição dos jogos, ainda sem definição.